# Mauricio Pellegrino
Mauricio Andrés Pellegrino (født 5. oktober 1971 i Leones, Argentina) er en tidligere argentinsk fodboldspiller, der spillede som midterforsvarer.
Han var på klubplan tilknyttet Vélez Sársfield i hjemlandet, spanske FC Barcelona, Valencia CF og Deportivo Alavés, samt engelske Liverpool F.C..
Pellegrinos mest succesfulde tid kom under hans ophold hos Valencia, som han hjalp til to spanske mesterskaber og en UEFA Cup-titel, og også var med til at føre frem til finalen i Champions League i både 2000 og 2001. I 2001-finalen mod Bayern München brændte han det afgørende forsøg i straffesparkskonkurrencen, der fulgte ovenpå et 1-1 resultat i den ordinære kamp.

## Landshold
Pellegrino nåede at spille tre kampe for Argentinas landshold, som alle faldt i 1997. Han var dette år en del af sit lands trup til Copa América.

## Titler
Argentinsk Liga
- 1993, 1995, 1996 og 1998 med Vélez Sársfield

Copa Libertadores
- 1994 med Vélez Sársfield

Intercontinental Cup
- 1994 med Vélez Sársfield

Copa Interamericana
- 1995 med Vélez Sársfield

Supercopa Sudamericana
- 1996 med Vélez Sársfield

Recopa Sudamericana
- 1997 med Vélez Sársfield

La Liga
- 1997 med FC Barcelona
- 2002 og 2004 med Valencia CF

Supercopa de España
- 1999 med Valencia CF

UEFA Cup
- 2004 med Valencia CF

UEFA Super Cup
- 2004 med Valencia CF